# Pluvault
Pluvault és un municipi francès, situat al departament de la Costa d'Or i a la regió de Borgonya - Franc Comtat. L'any 2007 tenia 531 habitants.

## Demografia

### Població
El 2007 la població de fet de Pluvault era de 531 persones. Hi havia 200 famílies, de les quals 36 eren unipersonals (12 homes vivint sols i 24 dones vivint soles), 60 parelles sense fills, 80 parelles amb fills i 24 famílies monoparentals amb fills.
La població ha evolucionat segons el següent gràfic:
Habitants censats

### Habitatges
El 2007 hi havia 208 habitatges, 199 eren l'habitatge principal de la família, 6 eren segones residències i 3 estaven desocupats. 202 eren cases i 6 eren apartaments. Dels 199 habitatges principals, 179 estaven ocupats pels seus propietaris, 15 estaven llogats i ocupats pels llogaters i 5 estaven cedits a títol gratuït; 4 tenien dues cambres, 13 en tenien tres, 42 en tenien quatre i 140 en tenien cinc o més. 162 habitatges disposaven pel capbaix d'una plaça de pàrquing. A 80 habitatges hi havia un automòbil i a 109 n'hi havia dos o més.

### Piràmide de població
La piràmide de població per edats i sexe el 2009 era:
| Homes | Edats   | Dones |
| ----- | ------- | ----- |
| 0     | 95 o +  | 0     |
| 0     | 90 a 94 | 0     |
| 4     | 85 a 89 | 0     |
| 0     | 80 a 84 | 0     |
| 8     | 75 a 79 | 4     |
| 4     | 70 a 74 | 0     |
| 4     | 65 a 69 | 16    |
| 24    | 60 a 64 | 12    |
| 16    | 55 a 59 | 8     |
| 12    | 50 a 54 | 16    |
| 40    | 45 a 49 | 28    |
| 12    | 40 a 44 | 20    |
| 12    | 35 a 39 | 16    |
| 20    | 30 a 34 | 20    |
| 20    | 25 a 29 | 12    |
| 16    | 20 a 24 | 8     |
| 24    | 15 a 19 | 24    |
| 24    | 10 a 14 | 24    |
| 12    | 5 a 9   | 12    |
| 20    | 0 a 4   | 12    |

## Economia
El 2007 la població en edat de treballar era de 358 persones, 278 eren actives i 80 eren inactives. De les 278 persones actives 262 estaven ocupades (146 homes i 116 dones) i 16 estaven aturades (6 homes i 10 dones). De les 80 persones inactives 38 estaven jubilades, 21 estaven estudiant i 21 estaven classificades com a «altres inactius».

### Ingressos
El 2009 a Pluvault hi havia 201 unitats fiscals que integraven 545,5 persones, la mediana anual d'ingressos fiscals per persona era de 19.965 €.

### Activitats econòmiques
Dels 8 establiments que hi havia el 2007, 2 eren d'empreses de fabricació d'altres productes industrials, 4 d'empreses de construcció, 1 d'una empresa de serveis i 1 d'una empresa classificada com a «altres activitats de serveis».
Dels 5 establiments de servei als particulars que hi havia el 2009, 1 era un guixaire pintor, 2 lampisteries, 1 electricista i 1 saló de bellesa.
L'any 2000 a Pluvault hi havia 5 explotacions agrícoles.

## Equipaments sanitaris i escolars
El 2009 hi havia 1 escola maternal i 1 escola elemental.

## Poblacions més properes
El següent diagrama mostra les poblacions més properes.